# Simulium kariyai
Simulium kariyai es una especie de insecto del género Simulium, familia Simuliidae, orden Diptera.
Fue descrita científicamente por Takahasi, 1940.